# هوجو توکینائو
هوجو توکینائو (به ژاپنی: 北条 時尚 ほうじょう ときなお); تولد نامشخص - مرگ نامشخص - سامورایی پسر شیکن دوم هوجو یوشیتوکی و زنی نامشخص بود. او به عنوان دستیار نزدیک شوگون، مأمور فرستادن پنج اسب و اسب‌های معرفی به شوگون بود. در ۱۷ ژوئیه ۱۲۴۳، در بازدید فوق‌العاده شوگون به عنوان ملازم خدمت کرد. در مرداد ۱۲۷۱ راهب شد.
نام او به عنوان پسر هوجو یوشیتوکی در آزوما کاگامی ذکر نشده است اما احتمال دارد که او همان پسری باشد که در آزوما کاگامی ثبت شده است که در ۱۲ دسامبر ۱۲۲۲ متولد شده است.